# Liste der Baudenkmäler in Bergheim
Die Liste der Baudenkmäler in Bergheim enthält die denkmalgeschützten Bauwerke auf dem Gebiet der Stadt Bergheim in Nordrhein-Westfalen (Stand: April 2010). Diese Baudenkmäler sind in der Denkmalliste der Stadt Bergheim eingetragen; Grundlage für die Aufnahme ist das Denkmalschutzgesetz Nordrhein-Westfalen (DSchG NRW).

Die Liste ist nach Stadtbezirken sortiert.
| Stadtbezirk        | Liste                                               |
| ------------------ | --------------------------------------------------- |
| Bergheim-Mitte     | siehe Liste der Baudenkmäler in Bergheim-Mitte      |
| Ahe                | siehe Liste der Baudenkmäler in Ahe (Bergheim)      |
| Auenheim           | siehe Liste der Baudenkmäler in Auenheim (Bergheim) |
| Büsdorf            | siehe Liste der Baudenkmäler in Büsdorf             |
| Fliesteden         | siehe Liste der Baudenkmäler in Fliesteden          |
| Glesch             | siehe Liste der Baudenkmäler in Glesch              |
| Glessen            | siehe Liste der Baudenkmäler in Glessen             |
| Kenten             | siehe Liste der Baudenkmäler in Kenten              |
| Niederaußem        | siehe Liste der Baudenkmäler in Niederaußem         |
| Oberaußem          | siehe Liste der Baudenkmäler in Oberaußem           |
| Paffendorf         | siehe Liste der Baudenkmäler in Paffendorf          |
| Quadrath-Ichendorf | siehe Liste der Baudenkmäler in Quadrath-Ichendorf  |
| Rheidt-Hüchelhoven | siehe Liste der Baudenkmäler in Rheidt-Hüchelhoven  |
| Thorr              | siehe Liste der Baudenkmäler in Thorr               |
| Zieverich          | siehe Liste der Baudenkmäler in Zieverich           |